# Sisicus apertus
Sisicus apertus là một loài nhện trong họ Linyphiidae.
Loài này thuộc chi Sisicus. Sisicus apertus được Herman Theodor Holm miêu tả năm 1939.